# Albizia
Albizia er udbredt med arter i Australien, Sydasien, Mellemøsten og Afrika. Det er løvfældende buske eller træer med dobbeltfinnede blade og talrige småblade. Blomsterne sidder i aks eller hoveder fra bladhjørnerne. Kronbladene er små og delvist sammenvoksede. Her omtales kun den ene art, som træffes på ferierejser i Sydeuropa.
| Arter |

- Silkerosentræ (Albizia julibrissin)